# Region Podluží
Region Podluží je svazek obcí v okrese Břeclav a okrese Hodonín, ležící ve stejnojmenné národopisné oblasti. Jeho sídlem je Lanžhot a jeho cílem je regionální rozvoj obecně a cestovní ruch. Byl založen v roce 1999 a sdružuje celkem 14 obcí. Území svazku je kompaktní a nachází se v jihovýchodním cípu Česka při trojmezí s Rakouskem a Slovenskem. Celková plocha mikroregionu je 220,17 km² a počet obyvatel činil 27 183 (ke 31. 12. 2014), resp. 24 740 (ke 31. 12. 2016).

## Obce sdružené v regionu
Tučně vyznačena města, kurzívou městyse.
- Dolní Bojanovice
- Hrušky
- Josefov
- Kostice
- Ladná
- Lanžhot
- Lužice
- Mikulčice
- Moravský Žižkov
- Nový Poddvorov
- Prušánky
- Starý Poddvorov
- Tvrdonice
- Týnec